# Sân bay Lugano
Sân bay Lugano (mã IATA: TAI, ICAO: LSZA) là một sân bay khu vực có cự ly 4 km (2,5 dặm Anh) về phía tây của Lugano, Thụy Sĩ. Nó nằm gần ngôi làng Agno gần đó hơn là Lugano, và do đó thường được gọi bằng tên sân bay Lugano-Agno.
Việc hạ cánh tại sân bay Lugano-Agno là khá khó khăn vì góc dốc của nó gốc của 6,65 °, tăng hơn gấp đôi của các góc tiếp cận tiêu chuẩn của 3 °. Điều này là do vị trí địa lý của nó trong miệng của một thung lũng.

## Tuyến bay
| Hãng hàng không                                           | Các điểm đến                                                                                           |
| --------------------------------------------------------- | --- |
| Baboo                                                     | Geneva                                                                                                 |
| Darwin Airline                                            | Cagliari [theo mùa], Geneva, Lampedusa [theo mùa], Olbia [theo mùa], Rimini [theo mùa], Rome-Fiumicino |
| Swiss International Air Lines cung ứng bởi Darwin Airline | Zürich                                                                                                 |